# Carlos Rogers (giocatore di football americano)
Carlos Cornelius Rogers (Augusta, 2 luglio 1981) è un ex giocatore di football americano statunitense che ha giocato nel ruolo di cornerback nella National Football League (NFL). Fu scelto nel corso del primo giro (9º assoluto) del Draft NFL 2005 dai Washington Redskins. Al college ha giocato a football alla Auburn University venendo premiato come All-American.

## Carriera professionistica

### Washington Redskins

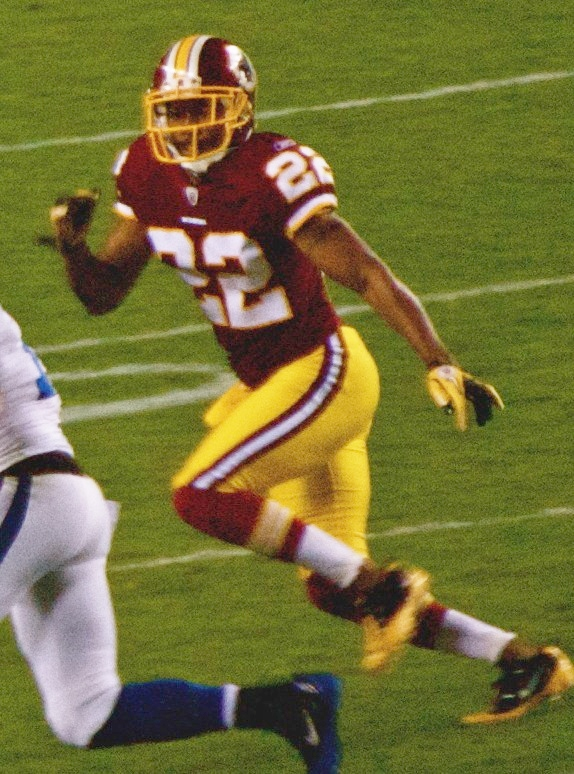
Rogers con la maglia dei Reskins nel 2010

Rogers fu scelto nel corso del primo giro del Draft 2005 dai Washington Redskins. Il 2 agosto 2005 il giocatore firmò un contratto di 17,45 milioni di dollari, inclusi 11,23 milioni di eventuali bonus. Rogers giocò 12 partite nella sua stagione da rookie, cinque come titolare, totalizzando 40, 2 intercetti, 4 passaggi deviati e 2 fumble forzati. Egli partì come titolare anche in due gare di playoff dei Redskins in cui mise a segno 13 tackle e un passaggio deviato.
Rogers rimase sei stagioni nella capitale nord americana, le ultime cinque delle quali divenne stabilmente titolare. Nel 2006 mise a segno il suo primato in carriera di tackle con 79.

### San Francisco 49ers
Il 2 agosto 2011, Rogers firmò un contratto annuale coi San Francisco 49ers. Nella sua prima stagione in California guidò la squadra con 6 intercetti (record in carriera). Fu convocato come titolare per il suo primo Pro Bowl, inserito nel Second-team All-Pro dall'Associated Press fu votato all' 69º posto nella NFL Top 100, l'annuale classifica dei migliori cento giocatori della stagione.
Il 14 marzo 2012, Rogers firmò con i Niners un prolungamento contrattuale quadriennale del valore di 31,3 milioni di dollari.
Nel Super Bowl XLVII Rogers mise a segno 3 tackle ma i 49ers furono sconfitti 34-31 dai Baltimore Ravens.

## Palmarès

### Franchigia
- National Football Conference Championship: 1

San Francisco 49ers: 2012

### Individuale
- Convocazioni al Pro Bowl: 1

2011
- Second-team All-Pro: 1

2011
- Jim Thorpe Award - 2004